# Bert Blyleven
Bert Blyleven (né Rik Aalbert Blijleven le 6 avril 1951 à Zeist, Utrecht, Pays-Bas) est un ancien  lanceur droitier de baseball. Il évolue en Ligue majeure de baseball de 1970 à 1992 et est en 2011 élu au Temple de la renommée du baseball.
Ses 3 701 retraits sur des prises en carrière représentent le 5e plus haut total de l'histoire du baseball majeur, derrière Nolan Ryan, Randy Johnson, Roger Clemens et Steve Carlton.
Depuis 1996, Blyleven est commentateur lors des retransmissions télévisées des rencontres des Twins du Minnesota.

## Carrière sportive

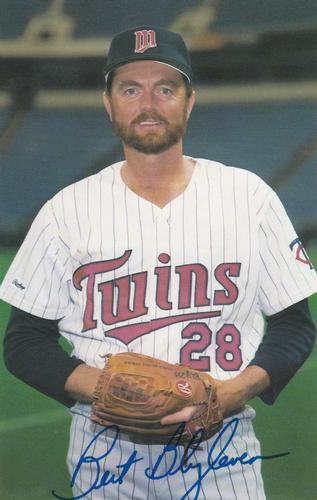
Bert Blyleven en 1987.

Bert Blyleven est né aux Pays-Bas, mais a grandi dans le sud de la Californie. Dans sa jeunesse, il s'intéresse au baseball en regardant Sandy Koufax, le lanceur vedette des Dodgers de Los Angeles. En 1969, il est choisi au troisième tour du repêchage par les Twins du Minnesota (55e choix global). Après une saison complète en ligue mineure, il commence sa carrière en Ligue majeure le 5 juin 1970 contre les Senators de Washington par une première victoire. Il termine la saison avec un bilan de 10 victoires pour 9 défaites et le trophée de recrue de l'année décerné par le magazine The Sporting News.
Ses premières années avec les Twins ne sont pas couronnées de succès en raison d'une équipe du Minnesota peu performante. Il est transféré aux Rangers du Texas le 1er juin 1976. Il lance un no-hitter le 22 septembre 1977 face aux Angels de la Californie.
Le 8 décembre 1977, Blyleven et John Milner sont transférés aux Pirates de Pittsburgh dans le cadre du premier transfert en Ligue majeure impliquant quatre équipes. En 1978, il mène les Pirates pour les retraits sur prises (182), la moyenne de points mérités (3,03) et le nombre de matchs complets (11). En 1979, il établit un record inusité du baseball majeur en ne recevant aucune décision, ni victoire ni défaite, dans 20 de ses 37 départs. Il présente une fiche de 12-5 en saison régulière et remporte la Série mondiale 1979 avec les Pirates. Après une saison 1980 décevante (8 victoires pour 13 défaites), il demande son transfert vers une autre équipe.
Le 9 décembre 1980, il est envoyé aux Indians de Cleveland. Il ne joue quasiment pas en 1982 en raison d'une blessure à l'épaule et ne retrouve pas immédiatement son meilleur niveau en 1983. Sa saison 1984 est pourtant l'une de ses meilleures avec un bilan de 19 victoires et 7 défaites, une moyenne de 2,87 points mérités, 12 matchs complets et 4 blanchissages.
En 1985, il demande un nouveau transfert pour retourner aux Twins en cours de saison. Il finit la saison avec un bilan global de 17 victoires pour 16 défaites, 24 matchs complets et 5 blanchissages. Le 1er août 1986, il retire son 3000e frappeur en carrière lors d'une victoire contre les Athletics d'Oakland. Lors du même match, il retire 15 frappeurs sur prises, son meilleur total sur un match. En 1987, il remporte une deuxième série mondiale avec les Twins.
En 1989, Blyleven est transféré aux Angels de la Californie. Pour sa première saison en Californie, il présente un bilan de 17 victoires pour 5 défaites et 2,73 points mérités en moyenne. Il ne joue pas lors de la saison 1991 à la suite d'une opération à l'épaule (coiffe des rotateurs) et ne peut revenir à un niveau compétitif en 1992. Son bilan de 8 victoires pour 12 défaites le conduit à prendre sa retraite sportive.
En 2010, il rate l'intronisation au Temple de la renommée du baseball par seulement cinq votes, voyant son nom apparaître sur 74,2 % des 539 bulletins complétés par les membres de l'Association des chroniqueurs de baseball d'Amérique, alors qu'il faut atteindre la marque de 75 % pour être admis. En 2011, à sa 14e et avant-dernière année d'éligibilité pour le Panthéon, il obtient finalement le nombre de votes nécessaires. Avec 79,7 % des voix, il devient membre du Temple, et il est officiellement intronisé lors d'une cérémonie le 24 juillet 2011 à Cooperstown.

## Carrière de commentateur sportif
En 1996, Bert Blyleven devient consultant lors des retransmissions télévisées des Twins. Au début de la saison 2002, pendant une pause lors d'un match à domicile, il utilise la palette graphique pour entourer à l'écran un spectateur avec une pancarte dans les tribunes du Metrodome. Des pancartes avec l'inscription  «Circle Me, Bert » (« Encercle-moi, Bert ») ou des variantes apparaissent rapidement dans le stade, devenant un phénomène populaire toujours d'actualité.
En septembre 2006, Fox Sports Net North et WFTC Television (en) suspendent Blyleven pour cinq parties après qu'il a tenu en direct des propos grossiers. Croyant être hors d'ondes, Blyleven se met à jurer, prononçant à plusieurs reprises le mot « fuck ».

## Palmarès
- Série mondiale : 1979 (Pittsburgh), 1987 (Minnesota).
- Match des étoiles de la Ligue majeure : 1973, 1985 (Ligue américaine).
- Retraits sur prises : 3701 (5e dans l'histoire de la Ligue majeure[1]).
- Champion des retraits sur prises en Ligue américaine : 1985 (206 retraits).
- Victoires en carrière : 287 (27e dans l'histoire de la Ligue majeure[6]).

## Statistiques en carrière
| Statistiques de lanceur |            |            |     |     |     |     |    |        |      |      |
|                         |            |            | G   | GS  | W   | L   | SV | IP     | SO   | ERA  |
| Totaux                  | 22 saisons | 22 saisons | 692 | 685 | 287 | 250 | 0  | 4970.0 | 3701 | 3,31 |